# Турки-месхетинці
Турки-месхетинці (тур. Ahıska Türkleri, груз. მესხეთელი თურქები) — тюркомовний народ, що походить з грузинської області Месхеті і нині розсіяний по світу. Віруючі сповідують іслам, більшість мусульмани-суніти (ханафійський мазгаб), меншість складають мусульмани-шиїти.

Прапор турків-месхетинців

## Генетика
З перевірених зразків ДНК турків-месхетинців найпоширенішою Y-хромосомною гаплогрупою серед них є гаплогрупа J, на другому місці — Y-хромосомна гаплогрупа G. Подібні до кавказьких етносів. Їх аутосомна ДНК найбільш схожа на грузинів, лазів, турків з північно-східної Туреччини.

Історичний Месхетинський регіон сьогодні є частиною регіону Грузії Самцхе-Джавахетія

## Історична батьківщина
Історична батьківщина — територія історичної Месхеті, що відповідає трьом нинішнім адміністративним районам Грузії — Адігенському, Ахалциському та Аспіндзійському, що входять в край Самцхе-Джавахеті, а також суміжним районам Туреччини. Невелика група месхетинців жила на сході Аджарії і на північному сході сучасної Туреччини.

## Репресії народу
Турки-месхетинці є одним з народів СРСР, який був репресований та зазнав тотальної депортації з Кавказу відповідно до наказу Й. Сталіна від 21 липня 1944 року. Депортацію здійснювали до Центральної (Середньої) Азії, звідки вже у 90-х роках вони тікали через міжетнічний конфлікт. При цьому значна їх частина самовіддано воювала проти Німеччини, зокрема із 46 тисяч мобілізованих турків-месхетинців (майже все доросле чоловіче населення) 26 тисяч загинули на фронті.

## Проживання та чисельність
Загальна чисельність народу становить близько 550 тис. осіб.
Турки-месхетинці проживають у таких країнах:
- Туреччина — 100 тис.
- Казахстан — 150 тис.
- Росія — 70 — 100 тис.
- Азербайджан — 90 тис.
- Узбекистан — 15 тис. — 30 тис.
- США — 10 тис.
- Україна — 10 тис.
- Грузія — 1.5 тис.

В Україні турки-месхетинці розселялися переважно в Причорномор'ї, Криму, Слобожанщині та Бессарабії.

## Культура

### Мова
Турки-месхетинці говорять на одному з східно-анатолійських діалектів турецької мови. Мова турків-месхетинців більш ближча до азербайджанської, ніж до турецької мови. Деякі вчені висувають припущення про існування особливої мови месхетинських турків, що, втім, підтримується тільки частиною фахівців мовознавців-тюркологів. Відповідно до такої теорії вважається, що мова месхетинських турків є безпосереднім продовженням старотурецької мови, якою говорило тюркомовне населення Анатолії у Середньовіччі.

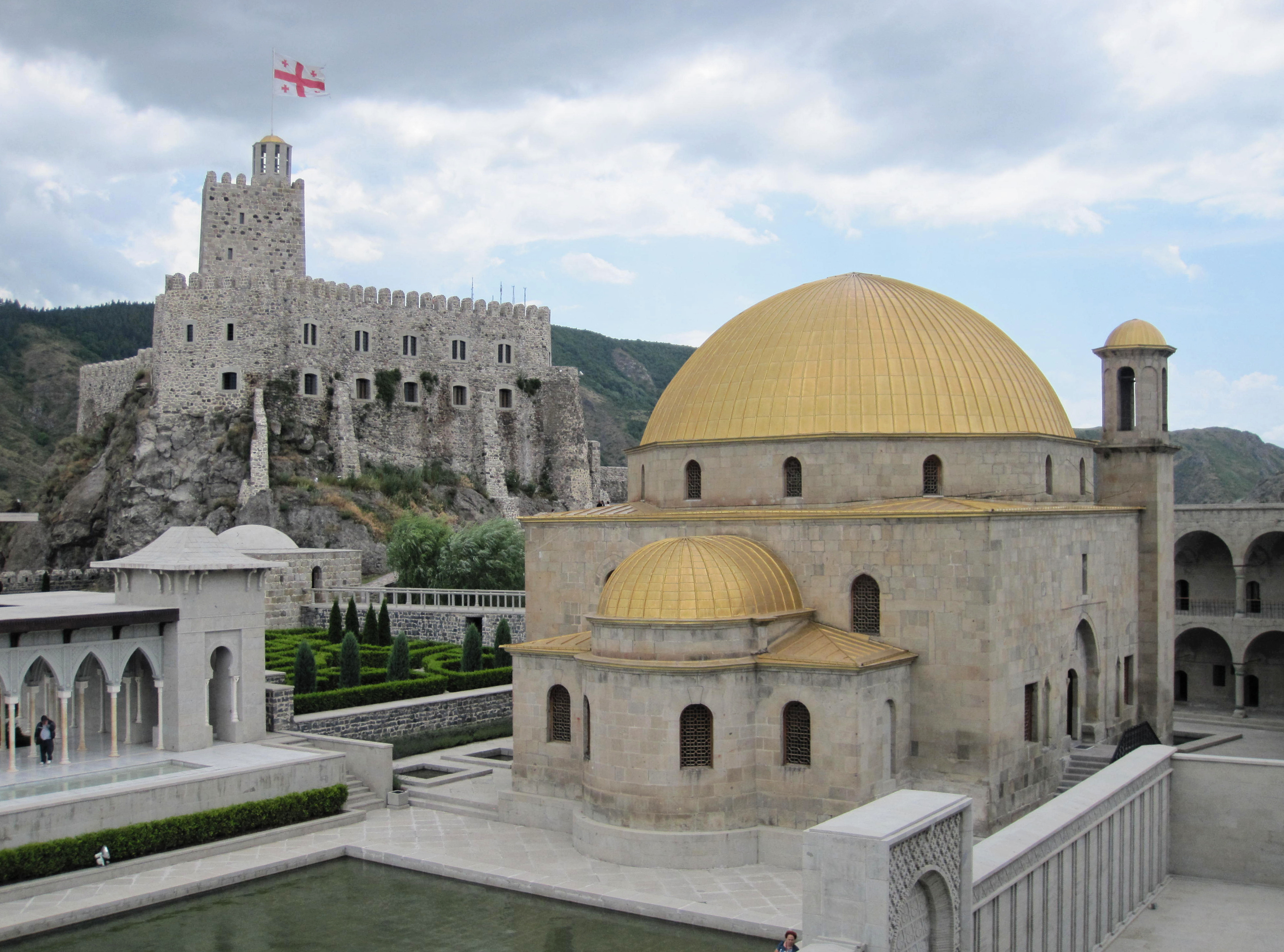
Колишня мечеть Ахмедіє біля замку Ахалцихе була побудована османами в 1749 році

### Релігія
Більшість турків-месхетинців є мусульманами-сунітами, а меншість - мусульманами-шиїтами. Відзначають релігійні свята, серед яких — Курбан-байрам.